# Oreste Piccioni
Oreste Piccioni (Siena, 24 ottobre 1915 – Rancho Santa Fe, 13 aprile 2002) è stato un fisico italiano.

## Biografia
Formatosi all'Università di Firenze con Bruno Rossi, che allora dirigeva un importante gruppo di ricerca sui raggi cosmici (in cui c'erano pure Gilberto Bernardini e Giuseppe Occhialini), collaborò durante la guerra con Marcello Conversi e subito dopo con Ettore Pancini ad un'importante serie di esperimenti sui raggi cosmici che portarono alla scoperta della particella in seguito nota come muone, che segnò di fatto la nascita della fisica delle alte energie.
Nel 1943, in uno scantinato del liceo Virgilio di Roma, iniziarono una serie di indagini sui raggi cosmici che culminarono in un importante esperimento, oggi noto come “Esperimento Conversi-Pancini-Piccioni” (1946). Questo segnò un’importantissima tappa della storia della fisica. Luis Alvarez, nella sua Nobel Lecture nel dicembre del 1968, scrisse:

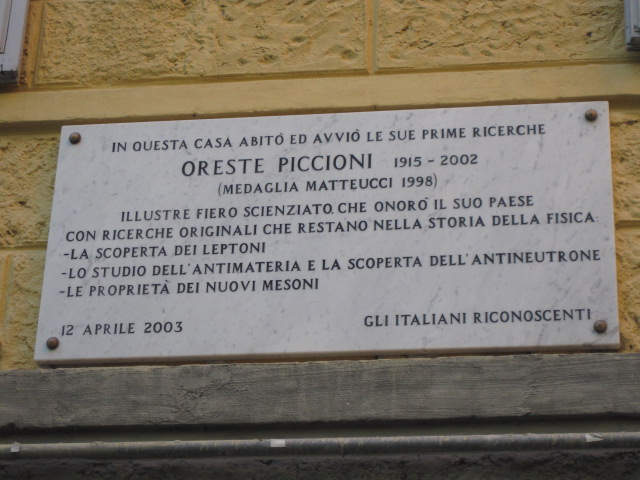
Targa dedicata al fisico a Grosseto, dove trascorse la giovinezza

“Secondo una mia opinione personale, io vorrei dire che la fisica moderna delle particelle iniziò negli ultimi giorni della Seconda Guerra Mondiale, quando un gruppo di giovani fisici italiani, Conversi, Pancini, Piccioni, che erano a Roma nascosti dalle forze di occupazione tedesca, iniziarono un esperimento di straordinaria importanza”.
Dopo la guerra la sua carriera si svolse attraverso varie istituzioni di ricerca negli Stati Uniti d'America, dando significativi contributi negli anni cinquanta alla ricerca sulle antiparticelle. Trascorse gli ultimi anni di vita a San Diego come professore emerito di fisica alla University of California.

## Premi e onorificenze
- Nel 1998, ottiene la Medaglia Matteucci dell'Accademia nazionale dei XL.